# Barbus goktschaicus
Barbus goktschaicus és una espècie de peix cipriniforme de la família dels ciprínids.

## Morfologia
Les femelles poden assolir els 33 cm de longitud total.

## Distribució geogràfica
Es troba al llac Sevan i els seus afluents (antiga URSS).